# Корецький районний історичний музей
Корецький історичний музей —  (районний історичний музей) у місті Корці (райцентр на Рівненщині); зібрання матеріалів і предметів з історії Корецького краю, науково-культурний осередок міста та області. Це місце, де живе історія  від найдавніших часів до сьогодення. За час своєї роботи, музей став центром дослідження історії Кореччини, місцем проведення різноманітних мистецьких виставок, відкриттів музейних експозицій та пізнавальних лекцій, місцем креативу.

## Загальні дані
Корецький районний історичний музей розташований у прилаштованій історичній одноповерховій будівлі, що є пам'яткою історії та архітектури, в центрі Корця за адресою:
вул. Київська, буд. 45, м. Корець (Рівненська область, Україна).
Заклад розмістився у правому крилі колишнього палацу Горчинських, що був збудований наприкінці XVIII століття в стилі пізнього класицизму.
Режим роботи музею: з 09:00 до 18:00 години, вихідний день — субота.
Директор закладу — Брухлій Ніла Олексіївна.

## Історія
Корецький районний історичний музей розпочав свою діяльність у 2000 році.
Засновниками музейного закладу виступили Міністерство культури і мистецтв України. Партнерами закладу є Рівненський обласний краєзнавчий музей і ЗАТ «Рівне турист».
Працівники музею займаються вивченням і збереженням пам'яток матеріальної й духоної культури, пропагують надбання національно-історичної та культурної спадщини, здійснюють велику лекційну та громадську діяльність. Нині (2000-ні) пересічна кількість відвідувачів музею на рік становить 6,3 тисяч осіб.
Перед музеєм встановлено пам'ятник Т. Г. Шевченку.

## Фонди та експозиція
Фонди Корецького районного історичного музею становлять 2 624 одиниці зберігання основного фонду і 3 994 — науково-допоміжного фонду. Площа музею: експозиційно-виставкова — 1 180 м², фондосховищ — 40 м².
У музеї діє 5 залів:
- етнографічна зала «Інтер'єр українського побуту»;
- історична зала;
- зал, де розміщені експонати, присвячені участі краю у німецько-радянській війні;
- 2 виставкові зали.

Найціннішими (унікальними) колекціями Корецького районного історичного музею є: посуд Корецької фарфоро-фаянсової мануфактури кінця XVIII — 1-ї третини XIX століть; колекції нумізматики, археології, гончарних виробів XIX—ХХ століть.
Виставкові проєкти корецьких музейників: виставки майстрів народної творчості та самодіяльних і професійних художників. Також створено постійну виставку «Створення і розбудова незалежної держави».